# Nave generazionale

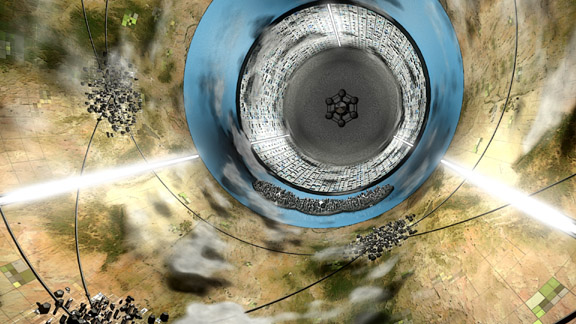
Ricostruzione 3D dell'interno di Rama, dal romanzo Incontro con Rama di Arthur C. Clarke.

Una nave generazionale (a volte detta anche arca spaziale) è un ipotetico tipo di nave spaziale interstellare in grado di viaggiare a velocità inferiori, anche di poco, a quella della luce, autosufficiente e destinata ad ospitare generazioni di esseri umani, in vista di un viaggio che potrebbe durare secoli o addirittura migliaia di anni.
È stato calcolato che, per assicurare la varietà genetica nel corso di un viaggio di diversi secoli, una nave generazionale dovrebbe ospitare almeno 500 individui, sia pur potendosi aggirare il problema con una banca del seme. La nave dovrebbe inoltre disporre al proprio interno di una biosfera quasi completamente autosufficiente, in modo da produrre cibo, acqua e un'atmosfera respirabile a sufficienza per tutti i suoi occupanti. Dovrebbe infine essere dotata di sistemi elettronici straordinariamente affidabili, in grado di resistere all'usura del tempo e di non danneggiarsi in maniera irreparabile nonostante l'uso continuo, oppure tali da essere riparabili anche con il semplice intervento degli abitanti della nave.
Alcuni sostengono che prima di progettare navi generazionali per raggiungere gli altri sistemi stellari, si potrebbero costruire grandi colonie spaziali autosufficienti, isolate dal resto dell'umanità, ma comunque abbastanza vicine alla Terra da poter essere aiutate in caso di necessità. Questo esperimento potrebbe contribuire a verificare le possibilità di sopravvivenza di un gruppo composto da poche migliaia di umani per secoli, isolati nell'universo a bordo di una nave.

## Nella fantascienza
Le navi generazionali sono un tòpos ricorrente nei racconti di fantascienza; un tema tipico è quello dei discendenti dei primi occupanti di una simile nave che perdono la memoria storica della propria missione e ritengono che l'interno dell'astronave costituisca l'intero universo. Alcune celebri opere collegate a questo tema sono i romanzi Universo (anche Orfani del cielo, titolo originale Orphans of the Sky) del 1941 di Robert A. Heinlein, che è considerato il primo grande romanzo sul tema, Viaggio senza fine o Non-stop (1958) di Brian Aldiss, la trilogia degli Esiliati o de L'astronave dell'esilio (The Exiles Trilogy, 1971-1975) di Ben Bova, la serie Rama (1973-1993) di Arthur C. Clarke e Gentry Lee, Eclissi 2000 (1979) di Lino Aldani, il romanzo Colony (2000) di Rob Grant, Supernave (Mothership, 2004) di John Brosnan, il racconto Paradises Lost (2002) di Ursula K. Le Guin.
Oltre la letteratura, va ricordato un episodio della serie tv Star Trek dal titolo Ho toccato il cielo oltre a due episodi nella serie Star Trek: Voyager (La malattia e La profezia); un episodio della serie tv Spazio 1999 dal titolo La missione dei Dariani, nonché l'anime Last Exile.

### Astronave Rama
In Incontro con Rama (Rendez-vous With Rama), un romanzo del 1973 di Arthur C. Clarke, vi è la scoperta di un'astronave aliena, battezzata Rama diretta verso il Sole, costituita da un cosiddetto cilindro di O'Neill, un vero e proprio habitat con tanto di valli e mari interni sostenuti unicamente dalla forza centrifuga dovuta alla rotazione dell'enorme massa cilindrica.

### Astronave Terra
Alcuni osservano che i pianeti popolati da esseri viventi sono una sorta di nave generazionale; è un concetto solitamente denominato come "Astronave Terra".

## Metodi alternativi di viaggio interstellare
La teoria della relatività ristretta prevede che l'informazione non possa propagarsi più rapidamente della velocità della luce. Questo sembrerebbe restringere le possibilità di viaggio interstellare verso le stelle lontane alle sole navi generazionali. La relatività stessa offre comunque una soluzione indiretta, data dal fenomeno della dilatazione dei tempi. Se un'astronave fosse in grado di muoversi a velocità prossime a quella della luce, il tempo a bordo scorrerebbe più lentamente di quello misurato a Terra: ad una velocità pari al 99,9999% di quella della luce un giorno trascorso a bordo equivarrebbe a due anni terrestri, al 99,99999999% della velocità della luce un giorno a bordo equivarrebbe a sessantuno anni terrestri. Un veicolo che procedesse a questa velocità in direzione della galassia di Andromeda coprirebbe la distanza di 2,9 milioni di anni luce in circa 41 anni, secondo gli osservatori a bordo, o tre milioni di anni, secondo gli osservatori rimasti a Terra.
Altre limitazioni fisiche consistono nella necessità di portare con sé il propellente sufficiente per raggiungere una simile velocità e poi decelerare di nuovo una volta giunti a destinazione; la massa derivante dal carburante richiederebbe a sua volta, per essere accelerata insieme al resto della nave, un'ulteriore spinta propulsiva. Inoltre gli esseri umani sono in grado di sostenere accelerazioni molto limitate, ovvero se queste si protraggono per lunghi periodi di tempo. Infine la presenza di polvere interstellare potrebbe rendere un simile viaggio estremamente pericoloso, visto che un singolo impatto sarebbe in grado di sprigionare un'immane quantità di energia e di distruggere la nave.